# The Spite Bride
The Spite Bride er en amerikansk stumfilm fra 1919 af Charles Giblyn.

## Medvirkende
- Olive Thomas som Tessa Doyle
- Robert Ellis som Billy Swayne
- Jack Mulhall som Rodney Dolson
- Claire Du Brey som Trixie Dennis
- Irene Rich som Eileen Moore